# Південнокитайський фронт

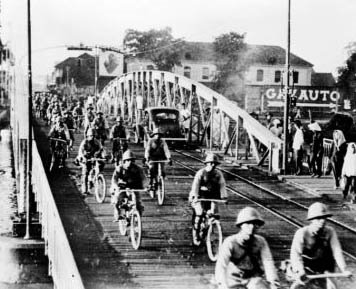
Японські війська у Сайгоні.

Південнокита́йський фро́нт (яп. 【南支那方面軍】) — вище оперативно-стратегічне об'єднання збройних сил Японської імперії, фронт Імперської армії Японії. Брав участь у японсько-китайській і Другій світовій війнах (1937–1945) на території Південного Китаю та Індокитаю.

## Дані
- Сформований: 9 лютого 1940 року для участі в японсько-китайській війні
- Кодова назва: Намі (【波】, «хвиля»).
- Підпорядкування: Китайська експедиційна армія; з 23 липня 1940 року — Генеральний штаб Збройних сил Японії
- Район бойових дій: Південний Китай, Індокитай.
- Штаб: Гуанчжоу, провінція Гуаньдун, Китай.
- Місце останньої дислокації штабу: Гуанчжоу, провінція Гуаньдун, Китай.
- Припинив існування: 28 червня 1942 року внаслідок перереформування у 23-тю армію.

## Бойові дії
- Японсько-китайська війна (1937–1945) як складова Другої світової війни.
Наступ на Французький Індокитай (1940); захоплення китайських Лейчжоу і Фучжоу.

## Командування
Командири фронту:
1. генерал-лейтенант Андо Рікічі (10 лютого 1940 — 5 жовтня 1940)[1];
2. генерал-лейтенант Ушіроку Джюн (5 жовтня 1940 — 26 червня 1941)[1].

Голови штабу фронту:
1. генерал-майор Немото Хіроші (10 лютого 1940 — 1 березня 1941)[1];
2. генерал-майор Като Рімпей (1 березня 1941 — 28 червня 1941)[1].

Віце-голови штабу фронту:
1. полковник Сато Кенрьо (10 лютого 1940 — 5 лютого 1941)[1];
2. полковник Хіґучі Кейшічіро (5 лютого 1941 — 28 червня 1941)[1].

## Склад
1941 рік
- Індокитайська експедиційна армія;
- Гвардійська дивізія (Японія);
- 18-та дивізія (Японія);
- 38-ма дивізія (Японія);
- 104-та дивізія (Японія);
- 19-та самостійна змішана бригада;
- 1-й самостійний піхотний полк.